# Braye-en-Laonnois
Braye-en-Laonnois es una comuna francesa, situada en el departamento de Aisne, de la región de Alta Francia.

## Demografía
| 241 | 237 | 229 | 209 | 192 | 195 | 216 | 219 |
| Para los censos de 1962 a 1999 la población legal corresponde a la población sin duplicidades (Fuente: INSEE [Consultar]) |     |     |     |     |     |     |     |